# Universidade Estatal de Moscovo
Universidade Estatal de Moscovo (português europeu) ou Moscou (português brasileiro), (em russo: Московский Государственный Университет имени М. В. Ломоносова) é uma das universidades mais antigas e renomadas da Rússia, ao lado da Universidade Russa da Amizade dos Povos e da Universidade Estatal de São Petersburgo.
Foi criada em 1755 e em 1940 recebeu o nome de Lomonosov, importante acadêmico russo. Entre os ganhadores do Prêmio Nobel encontram-se membros que mantiveram alguma espécie de relação com a academia a Universidade Estatal de Moscou é a melhor da Rússia e de todo o Leste Europeu, estando sempre classificada entre as 150 melhores do mundo de acordo com o ranking da QS. Uma das instituições mais polivalentes, antigas e respeitadas da Rússia.  Seu sistema bibliotecário é um dos maiores da Rússia, com aproximadamente de 9 milhões de livros, dentre os  quais 2 milhões em línguas estrangeiras. A universidade tem mais de 47 mil estudantes matriculados e recebe cerca de 4 mil estudantes de outras nacionalidades, em sua maioria americanos, africanos e asiáticos, todos os anos.
O prédio principal da Universidade de Moscou é um arranha-céu, actualmente o 117º mais alto do mundo, com 240 metros (787 pés). Foi concluído em 1953 e tem 36 andares.

## Cursos
São cursos disponibilizados pela Universidade:
- Engenharia Mecânica
- Matemática
- Matemática aplicada
- Física
- Química
- Biologia
- Bioengenharia
- Bioinformática
- Ciências do solo
- Medicina
- Engenharia física
- Engenharia química
- História
- Filologia
- Filosofia
- Economia
- Direito
- Jornalismo
- Psicologia
- Artes
- Sociologia
- Administração Pública
- Ciências políticas
- Artes cênicas
- Administração

## Ex-alunos ilustres
- Lev Vygotsky  foi um psicólogo, proponente da Psicologia cultural-histórica.[5]
- Nikolai Jukovski foi um cientista russo, considerado fundador da aero- e hidrodinâmicas modernas.[6]
- Pafnuti Tchebychev matemático russo.
- Andrei Kolmogorov participou das principais trabalhos científicos do século XX em probabilidade e estatística.[7]
- Grigory Barenblatt matemático russo.[8]
- Israel Gelfand matemático russo e grande algebrista nos espaços de Banach[9]
- Antonio Paim, filósofo e historiador da filosofia brasileira.[10]

Medallha Fields
- Sergei Novikov ganhador da medalha Fields de 1970.[11]
- Grigory Margulis
- Vladimir Drinfeld
- Maxim Kontsevich
- Vladimir Voevodsky
- Andrei Okounkov

Prêmios Nobel de Física
- Igor Tamm
- Ilya Frank
- Vitaly Ginzburg

Vencedores do Prêmio Nobel de Química
- Nikolai Nikolaevich Semenov

Laureados no Prêmio Nobel da Paz
- Andrei Sakharov
- Mikhail Gorbatchov foi o 8º presidente soviético e ganhador do prêmio nóbel da Paz de 1990.[12]